# Revista de Occidente
La Revista de Occidente es una publicación cultural y científica española de divulgación académica. Fundada en 1923 por José Ortega y Gasset y difundida tanto en Europa como en Hispanoamérica, dio lugar a la creación de la editorial homónima en 1924. 

## Historia

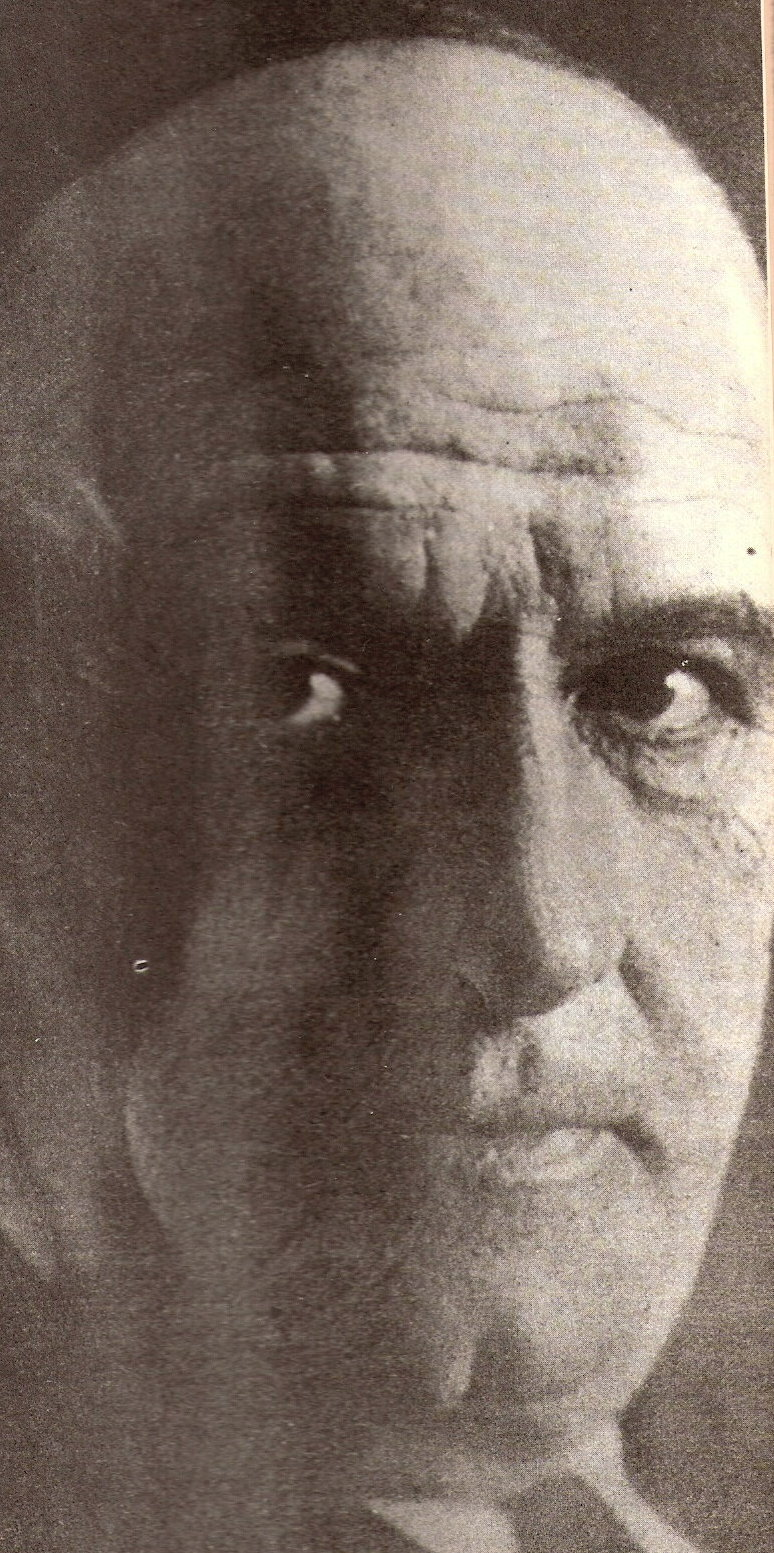
Ortega y Gasset

En ella escribieron y se tradujeron artículos de filósofos contemporáneos como Bertrand Russell y Edmund Husserl. En ella han colaborado destacadamente escritores y ensayistas como Benjamín Jarnés, Ramón Gómez de la Serna, Antonio Espina, Ernesto Giménez Caballero, Ángel Sánchez Rivero, Francisco Ayala, Rosa Chacel, Máximo José Kahn y Ramiro Ledesma Ramos.

## Publicación

### Primera época (1923-1936)
La primera época de la Revista de Occidente se prolongó desde su creación en julio de 1923 por José Ortega y Gasset, junto al que fue su Secretario de Redacción, el asturiano Fernando Vela, hasta el mes de julio de 1936, cuando da comienzo la guerra civil española. Durante aquel periodo la revista publica once números al año, siendo la edición correspondiente a julio y agosto un número doble. Entre los pensadores que publican en la revista durante esta primera época están los primeros espadas del conocimiento europeo y mundial, algunos de ellos por primera vez en español: autores como Georg Simmel, Max Scheler, García Morente, Max Weber, economistas de la proyección de Werner Sombart o Ludwig von Mises o científicos como Werner Heisenberg, Erwin Schrödinger o Albert Einstein forman parte del contenido de la revista. De la misma manera, los escritores en boga en aquel momento, como Franz Kafka, Rainer María Rilke o Faulkner, forman parte del plantel de autores de la publicación.

### Segunda época (1963-1975)
Dirigida por José Ortega Spottorno, hijo de Ortega y Gasset, la revista volvió a publicarse con periodicidad mensual entre abril de 1963 y octubre de 1975, contribuyendo de manera decisiva a la normalización intelectual en la España de los últimos años de la dictadura franquista. Junto a publicaciones como Cuadernos para el Diálogo o Triunfo, pronto se convirtió en el semillero cultural de muchas de las que años después serían figuras claves en la Transición política. Una novedad de esta segunda época fue la publicación de números monográficos en los que se agrupaban distintos ensayos sobre un asunto en concreto, dedicados a escritores españoles, como Pío Baroja, Miguel Hernández o Miguel de Unamuno, o extranjeros, como Nietzsche. 

### Tercera época (1980-actualidad)
A partir de 1980 y con la dirección de Soledad Ortega Spottorno, hija de Ortega y Gasset, la revista vuelve a publicarse de manera regular. Desde 2007 la dirige José Varela Ortega, hijo de Soledad y nieto del fundador José Ortega y Gasset.
En 2024 se comenzó a digitalizar los 157 números publicados entre 1923 y 1936. Se han utilizado en la digitalización tanto número encuadernados como números sueltos. Posteriormente, y una vez concluido esta digitalización se procederá a continuar la digitalización con los números publicados en la segunda etapa (1963-1975).

## Premios y reconocimientos
- Premio Nacional al Fomento de la Lectura 2022.[3]